# Protaetia wongi
Protaetia wongi är en skalbaggsart som beskrevs av Pavicevic 1984. Protaetia wongi ingår i släktet Protaetia och familjen Cetoniidae. Inga underarter finns listade i Catalogue of Life.